# Olly Whiteley
Olly Whiteley (Sheffield, 17 oktober 1977) is een golfprofessional uit Engeland. Hij is verbonden aan de Hillsborough Golf CLub en speelt op de Challenge Tour.
Whiteley werd in 2002 professional.
In 2005 werd hij 3de bij het Dunhill Kampioenschap in Zuid-Afrika. Ook haalde hij via de Tourschool een spelerskaart voor de Europese PGA Tour van 2006. Aan het einde van dat jaar verloor hij zijn speelrecht en sindsdien speelt hij op de Europese Challenge Tour.

## Gewonnen
- 2011: Pro Golf Tour at St Annes Old Links